# Paul Calderón
Paul Calderón (Porto Rico, 10 giugno 1952) è un attore portoricano naturalizzato statunitense.

## Biografia
Calderón si trasferì a New York con la sua famiglia a sei anni, dove crebbe tra le strade del Lower East Side e dell'Harlem ispanico. Seguendo sporadicamente le lezioni al college, si arruolò nell'esercito degli Stati Uniti e servì oltreoceano come soldato di fanteria. Ritornato agli Stati Uniti, Calderon si concentrò sulla sua carriera da attore. Cominciando sulla scena teatrale di New York, vinse un Obie Award per la sua interpretazione in Blade to the Heat al Public Theatre.
Il suo ruolo più famoso a Broadway fu quello del rivale di Robert De Niro in Cuba and His Teddy Bear. Apparve anche fuori da Broadway in commedie come Requiem for a heavywight e Divine horsemen; interpretò Achille nella rappresentazione di Troilo e Criseide svoltasi a Central Park, a New York. È uno dei fondatori del Touchstone Theatre, dell'American Folk Theatre e della Labyrinth Theatre Company. Paul è sposato ed ha due figli.

## Filmografia

### Attore

#### Cinema
- I 5 della squadra d'assalto (Band of the Hand), regia di Paul Michael Glaser (1986)
- Seduzione pericolosa (Sea of Love), regia di Harold Becker (1989)
- Terzo grado (Q & A), regia di Sidney Lumet (1990)
- King of New York, regia di Abel Ferrara (1990)
- Il cattivo tenente (Bad Lieutenant), regia di Abel Ferrara (1992)
- Il socio (The Firm), regia di Sydney Pollack (1993)
- Pulp Fiction, regia di Quentin Tarantino (1994)
- Four Rooms, episodio L'uomo di Hollywood (The Man from Hollywood), regia di Quentin Tarantino (1995)
- Clockers, regia di Spike Lee (1995)
- The Addiction - Vampiri a New York (The Addiction), regia di Abel Ferrara (1995)
- Cop Land, regia di James Mangold (1997)
- Out of Sight, regia di Steven Soderbergh (1998)
- Poliziotto speciale (One Tough Cop), regia di Bruno Barreto (1998)
- Oxygen, regia di Richard Shepard (1999)
- Girlfight, regia di Karyn Kusama (2000)
- 20/20 - Target criminale (20/20), regia di Laurence Fishburne (2000)
- Il castello (The Last Castle), regia di Rod Lurie (2001)
- 21 grammi (21 grams), regia di Alejandro González Iñárritu (2003)
- The Sentinel - Il traditore al tuo fianco (The Sentinel), regia di Clark Johnson (2006)
- Pistol Whipped - L'ultima partita (Pistol Whipped), regia di Roel Reiné (2008)
- Burning Daylight, regia di Sanzhar Sultanov (2010)
- Why Stop Now, regia di Phil Dorling e Ron Nyswaner (2012)
- Welcome to New York, regia di Abel Ferrara (2014)

#### Televisione
- Miami Vice – serie TV, episodi 1x19-2x01-3x23 (1985-1987)
- Un giustiziere a New York (The Equalizer) – serie TV, episodi 1x12-3x08 (1985-1987)
- Spenser (Spenser: For Hire) – serie TV, episodio 2x12 (1987)
- Law & Order - I due volti della giustizia (Law & Order) – serie TV, 5 episodi (1991-2004)
- New York Undercover – serie TV, episodi 1x04-1x18-3x04 (1994)
- Giuste sentenze (The Wright Verdicts) – serie TV, episodi 1x02-1x04 (1995)
- Dellaventura – serie TV, episodio 1x08 (1997)
- Squadra emergenza (Third Watch) – serie TV, episodio 2x16 (2001)
- The Education of Max Bickford – serie TV, episodio 1x17 (2002)
- Law & Order: Criminal Intent – serie TV, episodi 2x18-9x10 (2003-2010)
- Law & Order - Il verdetto (Law & Order: Trial by Jury) – serie TV, episodio 1x04 (2005)
- Law & Order - Unità vittime speciali (Law & Order: Special Victims Unit) – serie TV, episodio 7x20 (2006)
- The Black Donnellys – serie TV, episodio 1x01 (2007)
- Lie to Me – serie TV, episodio 1x05 (2009)
- How to Make It in America – serie TV, episodio 1x06 (2010)
- Fuori dal ring (Lights Out) – serie TV, episodio 1x12 (2011)
- Blue Bloods – serie TV, episodi 3x02-6x12 (2012-2016)
- Water with Lemon – serie TV, 6 episodi (2013-2014)
- Hostages – serie TV, 6 episodi (2013)
- Boardwalk Empire - L'impero del crimine (Boardwalk Empire) – serie TV, 7 episodi (2014)
- Blindspot – serie TV, episodio 1x12 (2016)
- Elementary – serie TV, episodio 4x01 (2016)
- Fear the Walking Dead – serie TV, 6 episodi (2016)
- The Blacklist – serie TV, episodio 4x01 (2016)
- Madam Secretary – serie TV, episodio 3x14 (2017)
- Bosch – serie TV, 30 episodi (2017-2021)
- This Is Us – serie TV, episodio 6x15 (2022)
- East New York - serie TV, episodi 1x04-1x14 (2022-2023)
- Bosch: l'eredità (Bosch: Legacy) - serie TV, 6 episodi (2025)
- Ironheart, regia di Sam Biley e Angela Barnes – miniserie TV, 4 episodi (2025)

### Soggetto
- Il cattivo tenente - Ultima chiamata New Orleans (Bad Lieutenant: Port of Call New Orleans), regia di Werner Herzog (2009)

## Doppiatori italiani
Nelle versioni in italiano delle opere in cui ha recitato, Paul Calderón è stato doppiato da:
- Gaetano Varcasia in Pulp Fiction, Four Rooms
- Pino Insegno in Clockers, Poliziotto speciale
- Simone Mori in Girlfight, Il castello
- Paolo Marchese in 21 grammi, Elementary
- Pietro Biondi in Miami Vice (ep. 3x23)
- Mino Caprio in King of New York
- Andrea Ward in Law & Order - I due volti della giustizia (ep. 1x18)
- Massimo Corvo in Law & Order - I due volti della giustizia (ep. 11x11)
- Maurizio Romano ne Il cattivo tenente
- Massimiliano Virgilii ne Il socio
- Angelo Maggi in The Addiction - Vampiri a New York
- Stefano Mondini in Cop Land
- Maurizio Reti in Out of Sight
- Fabrizio Vidale in Oxygen
- Mimmo Mancini in 20/20 - Target criminale
- Alberto Sette in Law & Order: Criminal Intent (ep. 2x18)
- Oliviero Corbetta in Law & Order: Criminal Intent (ep. 9x10)
- Pasquale Anselmo in The Sentinel - Il traditore al tuo fianco
- Vittorio De Angelis in Pistol Whipped - L'ultima partita
- Gerolamo Alchieri in Blue Bloods (ep. 3x02)
- Roberto Fidecaro in Blue Bloods (ep. 6x11)
- Marco Mete in Hostages
- Alberto Angrisano in Boardwalke Empire - L'impero del crimine
- Gabriele Lopez in Welcome to New York
- Davide Marzi in Blindspot
- Alessandro Budroni in Fear the Walking Dead
- Oliviero Dinelli in Bosch
- Antonio Palumbo in Bosch: L'eredità
- Alessandro D'Errico in Ironheart